# Neotoma mexicana
Neotoma mexicana е вид бозайник от семейство Хомякови (Cricetidae).

## Разпространение
Видът е разпространен в Гватемала, Мексико, Салвадор, САЩ (Аризона, Колорадо, Ню Мексико, Оклахома, Тексас и Юта) и Хондурас.